# Madoi
Madoi (en tibetano,  རྨ་སྟོད ; pinyin tibetano, Madoi; en chino, 玛多; pinyin, Mǎduō) es un condado bajo la administración directa de la Prefectura Golog en la Provincia de Qinghai, República Popular China. Su área es de 24 496 km² y su población total para 2010 superó los 11 mil habitantes.

## Administración
Desde julio de 2020, el  condado Madoi se divide en 4 pueblos que se administran en 2 poblados y 2 villas. 

## Toponimia
En 1957, se separó del condado Gande (甘德县) y del condado Dari (达日县). Madoi es una transliteración tibetana y recibió su nombre porque está ubicado en el tramo superior del río Amarillo. Según el "Diccionario de origen de nombres de lugares chinos": Madoi es una palabra tibetana que significa la fuente del río Amarillo.